# Sezione (unità militare)
La sezione è un tipo di unità militare.

## Esercito
La sezione è un'unità militare che raggruppa più squadre, è costituita da un numero variabile di effettivi in funzione della composizione delle squadre. È normalmente comandata da un ufficiale inferiore (tenente o alle volte sottotenente) o da un sottufficiale (Maresciallo) nell'Artiglieria. Il comandante della sezione di Artiglieria è responsabile della gestione operativa ed amministrativa del personale, dei mezzi e dei materiali in dotazione all'unità.
La sezione è l'equivalente in Artiglieria del plotone ed è strutturata su due o più squadre pezzi, addette ad un pezzo, e una squadra tiro, destinate alla direzione del tiro.
Per le altre Armi, la sezione è l'unità non organica (ovvero non prevista in permanenza) utilizzata per l'esecuzione di compiti specifici che richiedano un numero di uomini superiore ad una squadra ma inferiore ad un plotone quali pattuglie, guarnigioni di punti particolari, centri trasmissioni mobili, piccoli reparti di supporto, ecc.
Per le norme di Organica dell'Esercito italiano la sezione ha un organico compreso fra i 14 e i 20 effettivi.

## Aeronautica
La sezione è una unità formata da tre o quattro velivoli ed è comandata da un tenente o sottotenente. Due o tre sezioni formano una squadriglia.

Sezione